# História do pensamento evolutivo

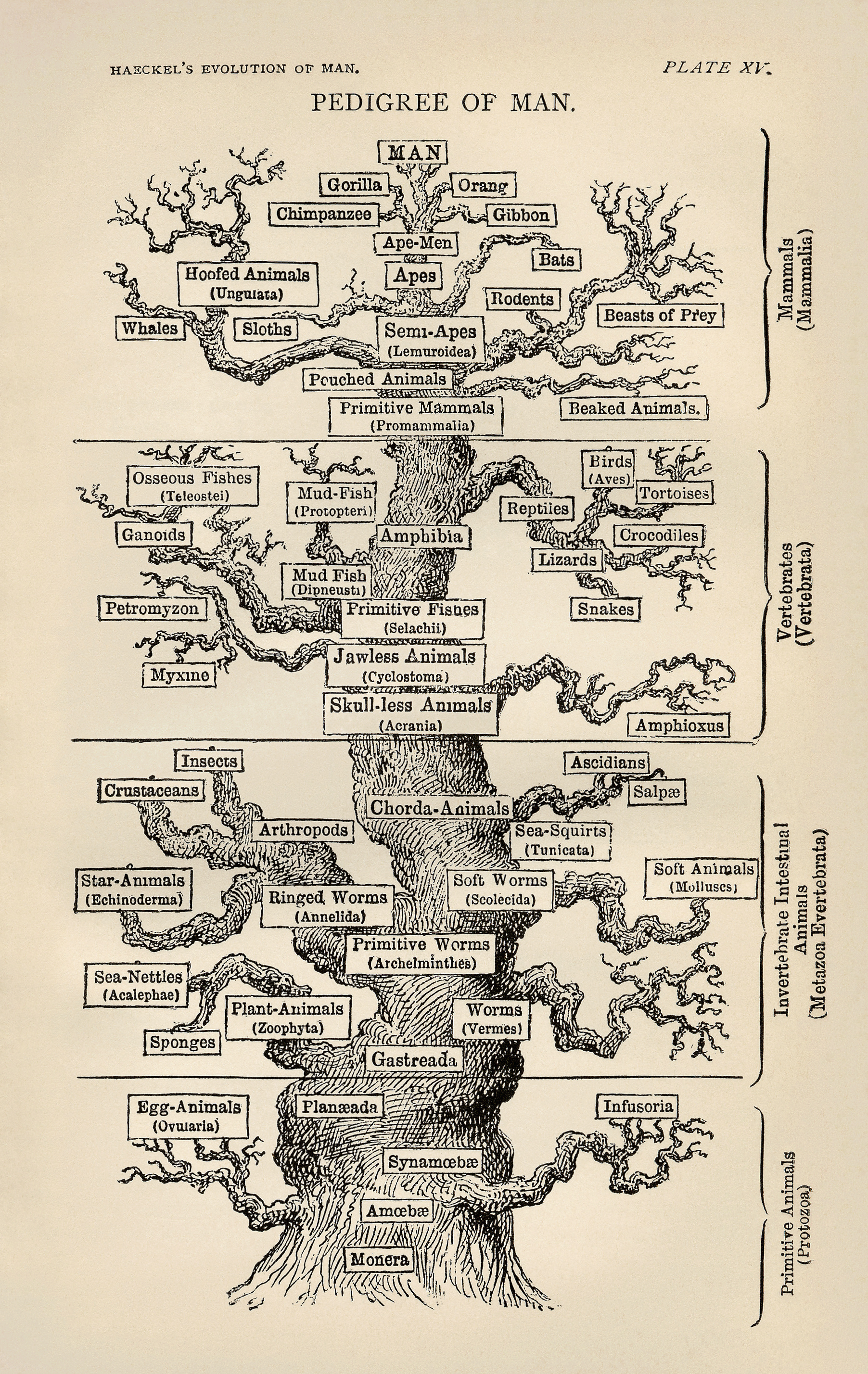
A árvore da vida, como ilustrada por Ernst Haeckel em A Evolução do Homem (1879), simboliza a visão característica do século XIX de que a evolução era um processo progressivo, com o ser humano como objetivo

O pensamento evolutivo, a concepção de que as espécies mudam ao longo do tempo, tem raízes na antiguidade, nas descobertas científicas de gregos, romanos, chineses e muçulmanos. No entanto, até o século XVIII, o pensamento biológico ocidental era dominado pelo essencialismo, a crença na imutabilidade das formas viventes. Essa concepção começou a se alterar quando, durante o iluminismo, a cosmologia evolutiva e a filosofia mecanicista se espalharam das ciências físicas para a história natural. Naturalistas começaram a centralizar seus estudos na variabilidade das espécies; o surgimento da paleontologia com o conceito de extinção enfraqueceu ainda mais a visão estática da natureza. No início do século XIX, Jean-Baptiste de Lamarck propôs sua teoria da transmutação de espécies, que foi a primeira teoria científica evolutiva totalmente elaborada.
Em 1858, Charles Darwin e Alfred Russel Wallace publicaram uma nova teoria evolutiva, que foi explicada em detalhes no livro de Darwin, A origem das espécies, em 1859. Diferente de Lamarck, Darwin propôs o conceito de que os organismos apresentam uma origem comum, e se diferenciam de maneira a formar uma árvore da vida. A teoria fundamentava-se na concepção de seleção natural, e para proporcionar suporte ao seu argumento, Darwin apresentou uma grande quantidade de evidências oriundas de diferentes áreas: pecuária, biogeografia, geologia, morfologia e embriologia.
O trabalho de Darwin conduziu a uma rápida aceitação do conceito de evolução, mas o mecanismo proposto, a seleção natural, não foi amplamente aceito até os anos 1940. A maioria dos biólogos argumentava que outros fatores eram responsáveis pela evolução, como a herança de caracteres adquiridos (neolamarquismo), uma tendência inata à mudança (ortogênese), ou grandes mutações repentinas (saltacionismo). A síntese da seleção natural com a genética Mendeliana durante os anos 1920 e 1930 fundou a nova disciplina da genética de populações. Durante os anos 1930 e 1940, a genética de populações foi integrada a outros campos da biologia, resultando numa teoria evolutiva amplamente aplicável, que abarcava a maior parte da biologia — a síntese evolutiva moderna.
Em seguida ao estabelecimento da biologia evolutiva, estudos sobre mutação e variabilidade genética em populações naturais, aliados a biogeografia e sistemática, culminaram em sofisticados modelos matemáticos e causais de evolução. Juntas, a paleontologia e a anatomia comparada permitiram reconstruções mais detalhadas da história da vida. Após o surgimento da genética molecular nos anos 1950, o campo de estudo da evolução molecular se desenvolveu, baseado em sequências de proteínas e testes imunológicos, incorporando posteriormente estudos de RNA e DNA. Uma visão da evolução centrada nos genes ganhou proeminência nos anos 1960, seguida pela Teoria neutralista da evolução, gerando grandes debates sobre adaptacionismo, unidades de seleção natural e a importância relativa da deriva genética e da seleção natural. No fim do século XX, o surgimento de técnicas de sequenciamento de DNA permitiram a produção de filogenias moleculares e com isso a reorganização da árvore da vida em três domínios: (Archaea, Eukaria e Eubacteria). Além disso, a transferência horizontal de genes e fatores de simbiogênese recentemente descobertos introduziram ainda mais complexidade à história evolutiva.

## Antiguidade

### Gregos
Vários filósofos gregos discutiram ideias que envolviam mudança nos seres vivos ao longo do tempo. Anaximandro (ca. 610-546 a.C.) afirmou que a vida havia se desenvolvido originalmente na água, progredindo daí para a terra. Empédocles (ca. 490-430 a.C.) escreveu sobre uma origem não-sobrenatural de todas as coisas vivas. Empédocles sugeriu também que a adaptação dos seres vivos não necessitava de uma causa organizacional ou proposital, ideia que Aristóteles sintetizou como: "Onde quer que todas as partes apareçam tal como seriam se tivessem sido feitas para um determinado fim, tais coisas sobreviveram, sendo organizadas espontaneamente num modo adequado; enquanto outros que cresceram de outra maneira pereceram e continuam a perecer…".
Platão (ca. 428-438 a.C.) foi, nas palavras do biólogo e historiador Ernst Mayr, "o grande antiherói do evolucionismo", pois estabeleceu a filosofia do essencialismo, que ele chamou de teoria das ideias. Esta teoria sustenta que objetos observados no mundo real são apenas reflexos de um número limitado de essências (eide). Variação é apenas o resultado de um reflexo imperfeito destas essências constantes. Na sua obra Timeu, Platão avançou a ideia que o demiurgo criou o cosmos e tudo dentro dele porque Ele é bom e por isso "… livre de inveja, Ele desejou que todas as coisas fossem tão parecidas com ele como fosse possível." - o criador criou todas as formas concebíveis de vida, uma vez que "…sem elas o universo seria incompleto, pois não conterá todo o tipo de animal que deveria conter, para ser perfeito." Esta ideia de que todas as potenciais formas de vida são essenciais para a criação perfeita é chamada de princípio de plenitude e influenciou grandemente o pensamento cristão.
Aristóteles (384–322 a.C.), um dos mais influentes filósofos gregos, é o historiador natural mais antigo cujos trabalhos foram preservados em algum detalhe. Os seus escritos em biologia são o resultado de pesquisas em história natural realizadas na ilha de Lesbos e seu entorno, tendo chegado aos nossos dias sob a forma de quatro livros, geralmente conhecidos pelos seus nomes latinos: De anima (sobre a essência da vida), Historia animalium (questões sobre animais), De generatione animalium (reprodução) e De partibus animalium (anatomia). O trabalho de Aristóteles contém algumas observações e interpretações notavelmente astutas, juntamente com mitos e erros - refletindo o estado pouco equilibrado do conhecimento no seu tempo. Contudo, "nada é mais notável do que os esforços de Aristóteles para mostrar as relações entre todas as coisas vivas numa scala naturae", segundo Charles Singer. A scala naturæ, descrita em Historia animalium, classificou organismos em relação a uma "Escada da Vida" ou "Cadeia do Ser" hierárquica, colocando-os de acordo com a sua complexidade de estrutura e função, com organismos que possuem maior vitalidade e capacidade de se movimentarem descritos como "organismos superiores".

### Chineses
Ideias sobre evolução foram expressas por pensadores chineses tais como Zhuangzi (Chuang Tzu), um filósofo taoísta que viveu por volta do século IV a.C. Segundo Joseph Needham, o taoísmo negava explicitamente a fixação de espécies biológicas e filósofos taoístas especulavam que as espécies teriam desenvolvido atributos diferentes em resposta a ambientes diferentes. Seres humanos, a natureza e o céu eram vistos como um estado em "constante transformação" conhecido como o tao, em contraste com uma visão mais estática da natureza, típica do pensamento ocidental.

### Romanos
Titus Lucretius Carus (50 a.C.), filósofo e atomista romano, escreveu o poema De rerum natura (Sobre a natureza das coisas), que fornece a melhor explicação que sobreviveu das ideias dos filósofos epicuristas gregos. Descreve o desenvolvimento do cosmos, da Terra, seres vivos e sociedade humana através de mecanismos puramente mecanísticos sem referência a qualquer envolvimento sobrenatural. Sobre a natureza das coisas iria posteriormente influenciar as especulações cosmológicas e evolucionistas de filósofos e cientistas durante e após a renascença.

### Santo Agostinho
Alinhado com o pensamento grego antigo, o bispo e teólogo do século IV, Agostinho de Hipona, escreveu que a história da criação no Livro de Gênesis não deveria ser lida de forma demasiadamente literal. No seu livro De genesi ad literam ("Sobre a Interpretação literal do gênesis") ele escreveu que acreditava que, em certos casos, novas criaturas apareceriam através da "decomposição" de formas de vida anteriores. Para Agostinho, "plantas, aves e vida animal não são perfeitos, mas criados num estado de potencialidade", ao contrário do que considerava para as formas teologicamente perfeitas dos anjos, do firmamento e da alma humana. A ideia de Agostinho de de que as formas de vida tinham sido transformadas de forma "devagar e ao longo do tempo" levaram Giuseppe Tanzella-Nitti, Professor de Teologia na Pontifícia Universidade da Santa Cruz em Roma, a afirmar que Agostinho tinha sugerido uma forma de evolução.

## Idade Média

### Filosofia islâmica e a luta pela vida
Apesar das ideias evolutivas terem sumido da Europa após a queda do Império Romano, elas não foram perdidas pelos cientistas e filósofos islâmicos. Na idade de ouro da cultura islâmica (séculos VIII a XIII), teorias evolutivas iniciais foram ensinadas em escolas islâmicas. John William Draper, um cientista filósofo e historiador do século XIX, discutiu os escritos de Alcazini no século XII como parte do que ele denominou "teoria evolutiva maometana". Ele comparou essas ideias iniciais com teorias biológicas mais recentes, argumentando que as primeiras se desenvolveram "… de maneira muito mais ampla do que as consideramos atualmente, estendendo a evolução até para entidades inorgânicas ou minerais."
O primeiro biólogo e filósofo muçulmano a especular detalhadamente sobre evolução foi o escritor afro-árabe Aljaiz, no século IX. Ele considerou os efeitos do ambiente nas chances de sobrevivência de um animal e descreveu a luta pela vida. A obra de Ibn Miskawayh al-Fawz al-Asghar e a Enciclopédia da Irmandade da Pureza (As epístolas de Ikhwan al-Safa) expressaram ideias sobre o modo pelo qual as espécies se desenvolveram: da matéria para o vapor e então para água, depois minerais em plantas e depois em animais, levando aos primatas e, finalmente, ao ser humano. O polímata Alhazém escreveu um livro em que argumenta a favor da evolução (apesar de não defender a seleção natural). Diversos outros acadêmicos e cientistas islâmicos, como Albiruni, Naceradim de Tus e ibne Caldune discutiram e desenvolveram essas ideias. Traduzidos para o latim, esses trabalhos começaram a aparecer no ocidente após a renascença e podem ter tido algum impacto na ciência ocidental.

### Filosofia cristã e aScala Naturae

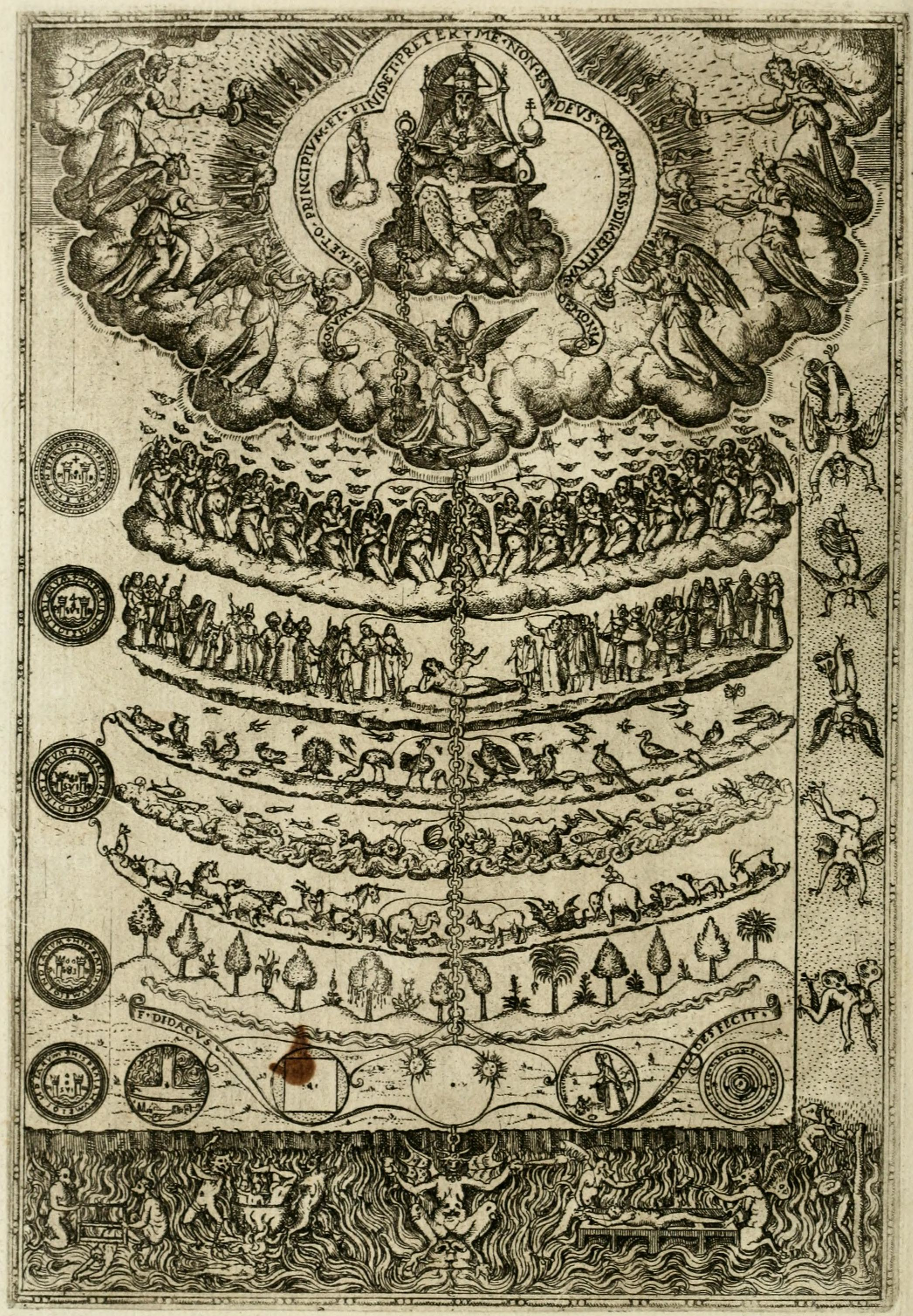
Desenho da Scala Naturae da Rethorica Christiana (1579) por Didacus Valdes

Durante a Alta Idade Média, os conhecimentos da Grécia Clássica foram totalmente perdidos no ocidente. No entanto, o contato com o mundo islâmico, onde os manuscritos gregos foram preservados e elaborados, rapidamente levou a um grande volume de traduções no século XII. Os europeus foram então reapresentados aos trabalhos de Platão e Aristóteles, assim como ao pensamento islâmico. Pensadores cristãos escolásticos, em particular Abelardo e Tomás de Aquino, combinaram o sistema de classificação aristotélico com as ideias de Platão sobre a excelência do demiurgo (interpretado pelos escolásticos como o Deus abraâmico), e de que todas as formas de vida em potencial estavam presentes numa criação perfeita, para organizar todos os seres animados, inanimados e espirituais em um grande sistema interconectado: a Scala Naturae.
Nesse sistema, tudo o que existia podia ser colocado em ordem, de "inferior" a "superior", com o inferno embaixo e deus no topo—abaixo de deus, uma hierarquia de anjos marcada pela órbita dos planetas, a humanidade em uma posição intermediária, e vermes como os animais mais inferiores. Como o universo era infinitamente perfeito, a escala também o era. Não havia elos vazios nessa escala, e nenhum era representado por mais de uma espécie. Assim, nenhuma espécie poderia mudar de uma posição para outra. Com isso, nessa visão catolicizada do universo perfeito de Platão, as espécies não podiam mudar nunca, tinham que ficar eternamente fixas, de acordo com o texto do Gênesis. O esquecimento de sua posição por parte dos humanos era considerado pecaminoso, seja por se comportar como animais inferiores ou aspirar a uma posição mais elevada que lhes era dada pelo Criador.
Criaturas em posições adjacentes deveriam ser muito semelhantes, uma ideia expressa no dito: natura non facit saltum ("a natureza não faz saltos"). Esse conceito básico da Scala Naturae influenciou fortemente o pensamento da cultura ocidental por séculos (e ainda exerce influência atualmente). Ele também formou uma parte do argumento teleológico apresentado pela teologia natural. Como sistema de classificação, ele se tornou o principal princípio organizador e a base da ciência emergente da biologia nos séculos XVII e XVIII.

## Renascença e Iluminismo

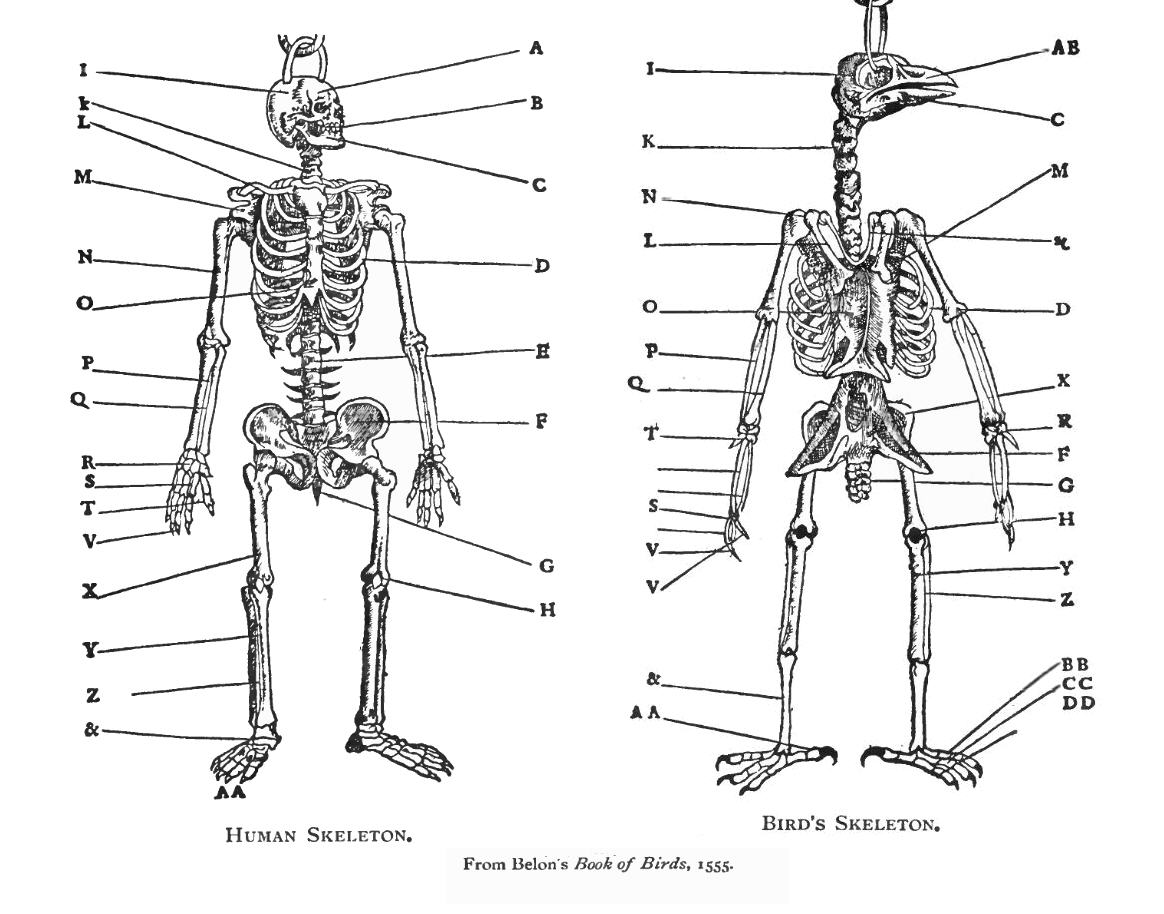
Pierre Belon comparou os esqueletos de aves e humanos em seu Livro de aves (1555)

Algumas teorias evolucionistas exploradas entre 1650 e 1800 postulavam que o universo, incluindo a vida na Terra, haveria se desenvolvido mecanicamente, totalmente livre de um controle divino. Nessa época, a filosofia mecanicista de René Descartes começou a encorajar uma visão do universo semelhante a uma máquina, característica da revolução científica. No entanto, a maioria das teorias evolutivas contemporâneas a essa, como aquelas de Gottfried Wilhelm Leibniz e J. G. Herder, sustentavam que a evolução era um processo fundamentalmente espiritual. Em 1751, Pierre Louis Maupertuis mudou para um campo mais materialista. Ele escreveu sobre modificações naturais ocorrendo durante a reprodução e acumulando ao longo de muitas gerações, produzindo raças e mesmo espécies. Além disso, ele chegou a antecipar em termos gerais a ideia da seleção natural.
Em fins do século XVIII, o filósofo natural francês G. L. L. Buffon sugeriu que o que a maioria das pessoas se referia como sendo espécies eram, na realidade, apenas variedades distintas modificadas de uma forma original por fatores ambientais. Por exemplo, ele acreditava que leões, tigres, leopardos, e gatos domésticos deveriam todos ter um ancestral comum. Ele especulou que as cerca de 200 espécies de mamíferos então conhecidas deveriam ter descendido de apenas 38 formas originais. As ideias evolutivas de Buffon eram, no entanto, limitadas; ele acreditava que cada uma das formas originais deveria ter surgido por geração espontânea, e que elas teriam tido sua forma definida por "moldes internos" que limitavam a quantidade de mudança. Buffon foi um dos principais naturalistas do século XVIII e seu trabalhos História Natural e As Épocas da Natureza, que continham teorias bem desenvolvidas sobre uma origem totalmente materialista para a Terra, assim como suas ideias questionando a estabilidade das espécies, foram extremamente influentes.
Entre 1767 e 1792, James Burnett, Lorde Monboddo incluiu em seus escritos não apenas o conceito de que o ser humano havia descendido dos primatas, mas também de que, em resposta ao ambiente, os organismos tinham achado formas de transformar suas características ao longo de grandes intervalos de tempo. O avô de Charles Darwin, Erasmus Darwin, publicou em 1796 a obra Zoönomia, em que sugeria que "todos os animais de sangue quente surgiram de um único filamento vivo". Em seu poema de 1802 Templo da Natureza, ele descreveu o surgimento da vida a partir de organismos diminutos que viviam na lama que formaram toda a diversidade moderna.

## Início doséculo XIX

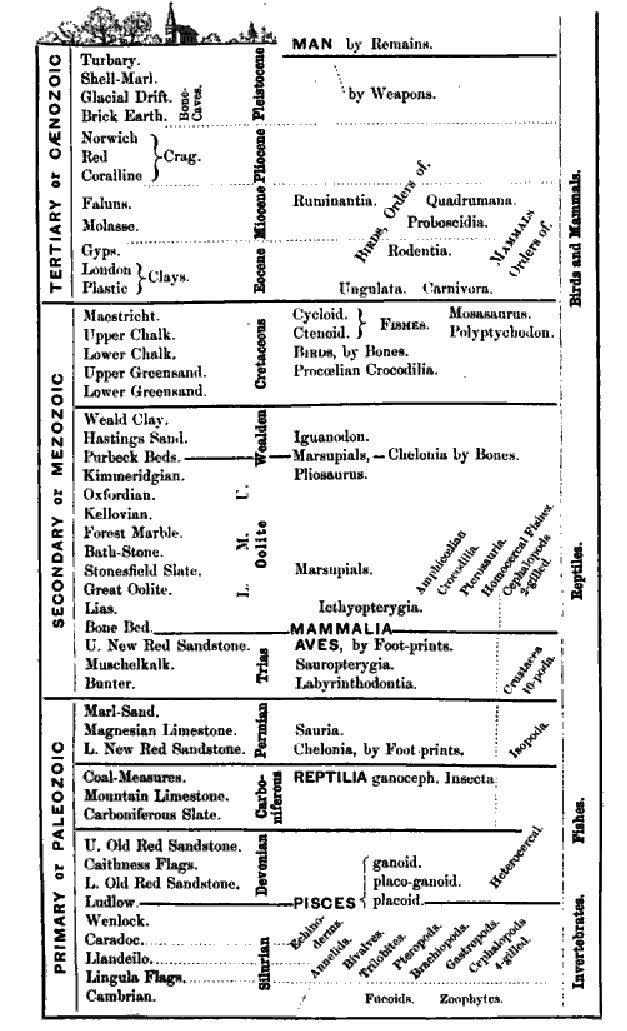
Diagrama da escala do tempo geológico de um livro de Richard Owen de 1861, mostrando o aparecimento dos principais tipos animais

### Paleontologia e Geologia
Em 1796, Georges Cuvier publicou suas descobertas sobre as diferenças entre elefantes vivos e aqueles encontrados no registro fóssil. Sua análise demonstrou que mamutes e mastodontes eram espécies distintas, diferentes de qualquer animal vivo, dando fim a um longo debate sobre a possibilidade de extinção de uma espécie. Em 1788, James Hutton descreveu processos geológicos graduais operando continuamente ao longo do tempo geológico. William Smith iniciou o processo de ordenamento dos estratos geológicos, por meio de análise dos fósseis nas camadas enquanto trabalhava em seu mapa geológico da Inglaterra. Independentemente, em 1811, Georges Cuvier e Alexandre Brongniart publicaram um estudo importante da história geológica da região de Paris, que era baseado na sucessão estratigráfica de camadas de rocha. Esses trabalhos contribuíram para o estabelecimento da antiguidade do Planeta. Cuvier defendeu o catastrofismo para explicar os padrões de extinção e sucessão faunística revelados pelo registro fóssil.
Os conhecimentos sobre o registro fóssil continuaram a avançar rapidamente durante as primeiras décadas do século XIX. Na década de 1840, as principais divisões da escala geológica estavam se tornando claras, e em 1841 John Phillips nomeou três eras principais, baseado na fauna predominante em cada uma: o Paleozóico, dominado por invertebrados marinhos e peixes, o Mesozóico, a era dos répteis, e o atual Cenozóico, era dos mamíferos. Essa figura progressiva da história da vida era aceita até mesmo por geólogos ingleses conservadores como Adam Sedgwick e William Buckland; no entanto, assim como Cuvier, eles atribuíam a progressão a repetidos eventos de extinção catastróficos seguidos por novos eventos de criação. Diferente de Cuvier, Buckland e alguns outros defensores da teologia natural fizeram esforços para ligar explicitamente o último evento catastrófico proposto por Cuvier ao dilúvio bíblico.
De 1830 a 1833, Charles Lyell publicou seu trabalho em vários volumes denominado Princípios de Geologia, que, desenvolvendo as ideias de Hutton, defendeu uma alternativa uniformitarista à teoria geológica catastrofista. Lyell afirmou que, ao invés de serem o resultado de eventos cataclísmicos (e possivelmente sobrenaturais), as características geológicas da Terra eram melhor compreendidas como o resultado das mesmas forças geológicas graduais observáveis atualmente — mas atuando durante períodos incrivelmente longos de tempo. Apesar de Lyell discordar de ideias evolucionistas (até mesmo questionando o consenso de que o registro fóssil exibia uma progressão verdadeira), suas ideias de que a Terra era moldada por forças atuando gradualmente ao longo de um período estendido, e a enorme idade da Terra assumida em suas teorias, influenciariam fortemente futuros pensadores evolucionistas, como Charles Darwin.

### Transmutação de espécies

Diagrama do livro Vestiges of the Natural History of Creation de 1844 por Robert Chambers mostrando um modelo de desenvolvimento em que peixes (F), répteis (R) e aves (B) representam ramos de um caminho que leva aos mamíferos (M)

Jean-Baptiste de Lamarck propôs em sua obra Philosophie Zoologique, de 1809, uma teoria para a transmutação de espécies. Lamarck não acreditava que todos os seres vivos compartilhavam um ancestral comum, mas sim que formas de vida simples eram criadas continuamente por geração espontânea. Ele também acreditava que uma força vital inata levava as espécies a se tornarem mais complexas ao longo do tempo, subindo numa escada linear de complexidade relacionada à Scala Naturae. Lamarck reconheceu que as espécies eram adaptadas ao seu ambiente, e explicava esse fato dizendo que a mesma força inata que levava a uma maior complexidade fazia com que os órgãos de animais (e plantas) mudassem baseados no uso e desuso desses órgãos, assim como músculos são afetados pelo exercício. Ele afirmava que essas mudanças seriam herdadas para a próxima geração, produzindo lentamente adaptação ao ambiente. Foi esse mecanismo secundário de adaptação por herança de caracteres adquiridos que se tornaria conhecido por lamarquismo, e influenciaria discussões sobre evolução até o século XX.
Uma escola britânica radical de anatomia comparada que incluía o anatomista Robert Grant estava em contato próximo com a escola francesa de Lamarck do Transformacionismo. Um dos cientistas franceses que influenciou Grant foi o anatomista Étienne Geoffroy Saint-Hilaire, cujas ideias sobre a unidade de vários planos de corpo de animais e a homologia de certas estruturas anatômicas foram muito influentes, levando a um intenso debate com seu colega Georges Cuvier. Grant se tornou uma autoridade na anatomia e reprodução de invertebrados marinhos. Ele desenvolveu as ideias de Lamarck e Erasmus Darwin sobre transmutação e evolucionismo, e investigou a homologia para provar a origem comum dos organismos. Ainda como jovem estudante, Charles Darwin se juntou a Grant em investigações sobre o ciclo de vida de animais marinhos. Em 1826, um trabalho anônimo, provavelmente escrito por Robert Jameson, elogiava Lamarck por explicar como os animais superiores haviam "evoluído" dos vermes mais simples; esse foi o primeiro uso da palavra "evoluir" num senso moderno.
Em 1844, o escocês Robert Chambers publicou anonimamente um livro extremamente controverso, mas muito lido, intitulado Vestiges of the Natural History of Creation (Vestígios da História Natural da Criação). Esse livro propunha um cenário evolutivo para as origens do Sistema Solar e da vida na Terra. Ele afirmava que o registro fóssil mostrava um avanço progressivo de animais, com os animais atuais sendo ramos saídos da linha principal que levava progressivamente ao ser humano. Ele sugeria que as transmutações levavam ao desenrolar de um plano pré ordenado que havia sido inserido nas leis que governavam o universo. Nesse sentido, ele era menos materialista do que as ideias de radicais como Robert Grant, mas suas conclusões de que o ser humano era apenas o último passo na ascendência da vida animal incomodou muitos pensadores conservadores. O alto status do debate público sobre sua obra, com a visão da evolução como um processo progressivo, influenciaria fortemente a percepção da teoria darwiniana uma década depois.
Ideias sobre a transmutação de espécies eram associadas ao materialismo radical do Iluminismo e foram atacadas por pensadores mais conservadores. George Cuvier atacou as ideias de Lamarck e Geoffroy Saint-Hilaire, concordando com Aristóteles de que as espécies seriam imutáveis. Cuvier acreditava que as partes individuais de um animal eram muito fortemente relacionadas entre si para permitir a mudança de uma parte anatômica independentemente do resto, e argumentava que o registro fóssil mostrava padrões de extinções catastróficas seguidos de re-população, ao invés de mudanças graduais ao longo do tempo. Ele também apontou que desenhos e múmias de animais do Egito, que tinham milhares de anos, não demonstravam sinal de mudança quando comparados com animais atuais. A força dos argumentos de Cuvier, somada à sua reputação científica, ajudaram a manter as teorias de transmutação com baixa aceitação durante décadas.

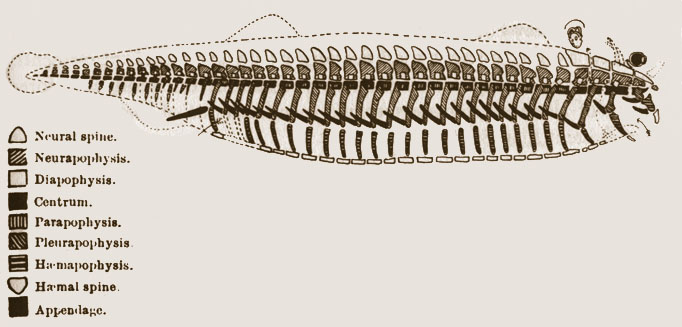
Esse diagrama de Richard Owen de 1847 mostra o arquétipo conceitual de todos os vertebrados

Na Grã-Bretanha a filosofia da teologia natural se manteve influente. O livro de 1802 de William Paley, com sua famosa analogia do relojoeiro havia sido escrita, ao menos em parte, como resposta às ideias transmutacionais de Erasmus Darwin. Geólogos influenciados pela teologia natural, como Buckland e Sedgwick, tinham por hábito atacar as ideias evolutivas de Lamarck, Grant e da obra Os Vestígios da História Natural da Criação. Apesar do geólogo Charles Lyell se opor à geologia das escrituras, ele também acreditava na imutabilidade das espécies, e em sua obra Princípios de Geologia (1830-1833), criticou as teorias de Lamarck sobre o desenvolvimento. Idealistas como Louis Agassiz e Richard Owen acreditavam que cada espécie era fixa e imutável, pois representava uma ideia na mente do Criador. Eles acreditavam que as relações entre as espécies podiam ser percebidas a partir de padrões de desenvolvimento embriológico, assim como no registro fóssil, mas que essas relações representavam um padrão do pensamento divino, com uma criação progressiva levando a complexidade crescente, que culmina no ser humano. Owen desenvolveu a ideia de "arquétipos" na mente divina, que produziriam uma sequência de espécies relacionadas por homologia anatômica, como por exemplo os membros dos vertebrados. Owen liderou uma campanha pública que obteve sucesso em marginalizar Robert Grant na comunidade científica. Esse tratamento rude recebido por Grant, juntamente com a controvérsia envolvendo a obra Vestígios, contribuíram para a decisão de Darwin de atrasar a publicação de suas ideias. Apesar disso, ele utilizou as homologias analisadas por Owen em sua própria teoria.

### Antecipações da Seleção Natural
Diversos autores anteciparam alguns aspectos da teoria Darwiniana, e na terceira edição de A Origem das Espécies, publicada em 1861, Darwin citou aqueles dos quais ele tinha conhecimento num apêndice introdutório: Um esboço histórico do progresso recente das opiniões sobre a origem das espécies, que ele expandiu em edições posteriores.
Em 1813, William Charles Wells leu para a Royal Society ensaios assumindo que houve evolução no ser humano, e reconhecendo o princípio da seleção natural. Charles Darwin e Alfred Russel Wallace não tinham conhecimento desse trabalho quando publicaram conjuntamente a teoria em 1858, mas Darwin reconheceu posteriormente que Wells havia identificado o princípio antes deles, afirmando que o trabalho "Sobre uma mulher branca cuja parte da pele se assemelha a de um negro" foi publicado em 1818, e que "ele reconhece o princípio da seleção natural e é o primeiro a fazer esse reconhecimento; mas ele aplica o princípio apenas às raças humanas, e a alguns caracteres.". Quando Darwin estava desenvolvendo sua teoria, ele foi influenciado pelo sistema natural de classificação de Augustin de Candolle que dava ênfase na guerra entre espécies competidoras.
Patrick Matthew escreveu num livro obscuro, Naval Timber & Arboriculture (Madeira naval e arboricultura), de (1831), sobre um "contínuo balanço da vida às circunstâncias. … [a] progênie dos mesmos pais, sob grandes diferenças de circunstâncias, podem, em várias gerações, se tornar espécies distintas, incapazes de inter-reprodução." Charles Darwin descobriu esse trabalho após a publicação inicial da Origem das Espécies. No breve esboço histórico incluído na terceira edição da Origem ele diz "Infelizmente a visão foi apresentada pelo Sr. Matthew muito brevemente em um apêndice de um trabalho sobre outro tema … Ele claramente percebeu, no entanto, toda a força do princípio da seleção natural."
É possível observar ao longo da história da biologia desde os Gregos da antiguidade e encontrar antecipações de quase todas as ideias principais de Darwin. Apesar disso, como colocado pelo historiador da ciência Peter J. Bowler, "Por meio de uma combinação de teorização audaz e argumentação compreensível, Darwin apresentou um conceito de evolução que era único para a época." Bowler ainda acrescenta que apenas a prioridade não é suficiente para assegurar um lugar na história da ciência. É necessário desenvolver uma ideia e convencer a comunidade sobre a sua importância para obter verdadeiro impacto.
T. H. Huxley disse em seu ensaio sobre a recepção de A Origem das Espécies:

A sugestão de que novas espécies podem resultar da ação seletiva de condições externas sobre as variações de tipo que alguns indivíduos apresentam e que nós denominamos espontâneas porque não temos conhecimento sobre suas causas era tão conhecida para o historiador das ideias científicas como o era para os especialistas em biologia antes de 1858. Mas essa questão é a ideia central em A Origem das Espécies, e contém a quintessência do Darwinismo.

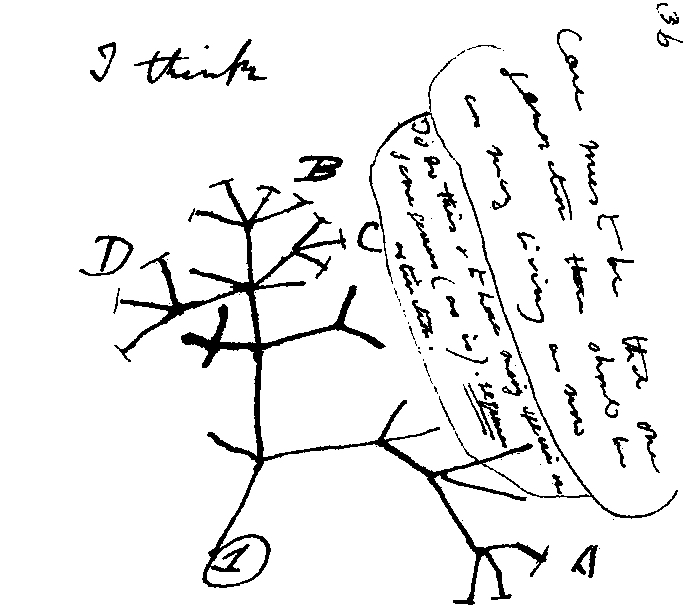
Primeiro esboço de Darwin de uma árvore evolutiva, em seu Primeiro Caderno sobre a Transmutação de Espécies, de (1837)

### Seleção Natural
Os padrões biogeográficos observados por Darwin em locais como as Ilhas Galápagos durante a viagem do Beagle fizeram com que ele duvidasse que as espécies fossem imutáveis, e em 1837 Darwin iniciou uma série de cadernos sobre transmutação. Suas observações o levaram a ver a transmutação como um processo de divergência e ramificação, ao invés da progressão linear semelhante a uma escada, visualizada por Lamarck e outros. Em 1838 ele leu a sexta edição de An Essay on the Principle of Population (Um ensaio sobre o princípio populacional), escrito em fins do século XVIII por Thomas Malthus. A ideia Malthusiana de crescimento populacional levando a uma luta pela sobrevivência, combinado com os conhecimentos de Darwin sobre a forma como criadores selecionavam características de rebanhos, levaram à concepção da teoria da seleção natural. Darwin não publicou suas ideias sobre evolução por 20 anos, mas ele a compartilhou com certos naturalistas e amigos, começando por Joseph Hooker, com quem discutiu um ensaio não publicado de 1844 sobre seleção natural. Durante esse período, ele usou o tempo livre de outras atividades científicas para vagarosamente refinar suas ideias e, devido à intensa controvérsia sobre a transmutação, acumular evidências para suportá-las.
Diferente de Darwin, Alfred Russel Wallace, influenciado pelo livro Vestiges of the Natural History of Creation (Vestígios da história natural da criação), já suspeitava que a transmutação de espécies ocorria quando iniciou sua carreira como naturalista. Em 1855, após suas observações biogeográficas durante o trabalho de campo na América do Sul e no Arquipélago Malaio, ele passou a acreditar num padrão ramificado de evolução, a ponto de publicar um trabalho afirmando que todas as espécies se originavam com uma semelhança próxima à de uma espécie já existente. Como para Darwin, foi a consideração das ideias de Malthus por Wallace, as aplicando a populações de animais, que fizeram com que ele chegasse a uma conclusão muito semelhante àquelas encontradas por Darwin sobre o papel da seleção natural. Em fevereiro de 1858, sem saber das ideias não publicadas de Darwin, Wallace organizou suas ideias em um ensaio e os enviou a Darwin, pedindo uma opinião. O resultado foi a publicação conjunta de um trecho do ensaio de 1844 de Darwin juntamente com a carta de Wallace. Darwin também começou a trabalhar mais fortemente em A origem das Espécies, que seria publicado em 1859.

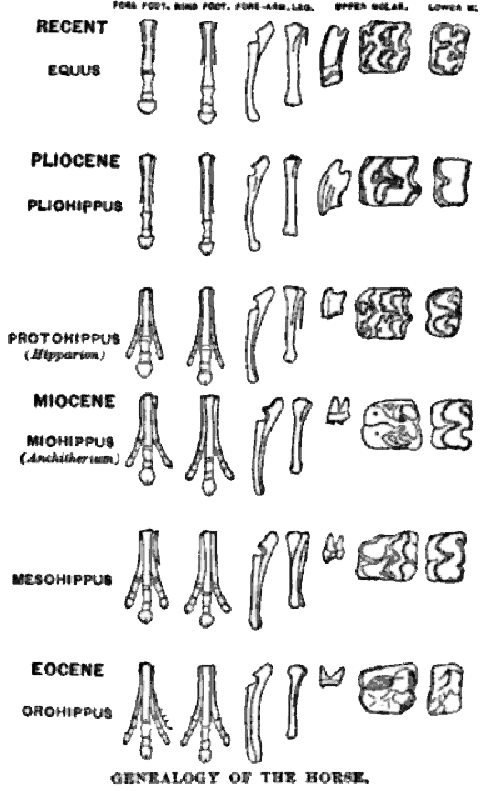
Diagrama de O.C. Marsh da evolução dos pés e dentes do cavalo ao longo do tempo, reproduzida no livro de 1876 de T. H. Huxley Professor Huxley in America

## De 1859 até a década de 1930: Darwin e seu legado
Na metade do século XIX, o fato de as espécies evoluírem ou não era objeto de intenso debate, com cientistas proeminentes defendendo ambos os lados do problema. No entanto, foi a publicação de A origem das espécies, de Charles Darwin que mudou de maneira fundamental a discussão sobre as origens biológicas. Darwin argumentava que sua versão ramificada da evolução explicava uma riqueza de fatos da biogeografia, anatomia, embriologia e outros campos da biologia. Ele também forneceu o primeiro mecanismo robusto pelo qual as mudanças evolutivas poderiam se dar: sua teoria da seleção natural.
Um dos primeiros, e mais importantes, naturalistas a serem convencidos pela Origem da realidade da evolução foi o anatomista britânico Thomas Henry Huxley. Huxley percebeu que diferente das ideias transmutacionistas anteriores de Lamarck e Vestígios, a teoria Darwiniana fornecia um mecanismo para a evolução sem envolvimento do sobrenatural, mesmo que o próprio Huxley não estivesse completamente convencido de que a seleção natural fosse o principal mecanismo evolutivo. Huxley tornou a defesa da evolução o principal objetivo do X club pela reforma e profissionalização da ciência, substituindo a teologia natural pela filosofia naturalista, pondo um fim assim à dominação das ciências naturais britânicas pelo clero. Parcialmente graças a esses esforços, no início da década de 1870 a evolução se tornou a principal explicação para a origem das espécies em países de língua inglesa. Em sua campanha pela aceitação pública e científica da teoria de Darwin, Huxley fez uso intensivo de novas evidências para a evolução oriundas da paleontologia. Essas incluíram indícios de que os pássaros evoluíram dos répteis, como a descoberta do Archaeopteryx na Europa e diversos fósseis de aves primitivas com dentes, encontradas na América do Norte. Outra linha de evidência importante foi o encontro de fósseis que ajudaram a traçar a evolução do cavalo de seus ancestrais de cinco pequenos dedos. No entanto, a aceitação da evolução entre cientistas de países não anglo-saxões, como França, países do sul da Europa e América Latina foi mais lenta. Uma exceção foi a Alemanha, onde August Weismann e Ernst Haeckel desafiaram essa ideia: Haekel usou a evolução para confrontar a visão estabelecida do idealismo metafísico da biologia alemã, como Huxley a usou para desafiar a teologia natural na Grã-Bretanha.
A teoria de Darwin foi bem sucedida em alterar profundamente a opinião científica sobre o desenvolvimento da vida e produziu uma pequena revolução filosófica. No entanto, essa teoria não tinha capacidade de explicar alguns componentes essenciais do processo evolutivo. Especificamente, Darwin não tinha condições de explicar a fonte de variação em características dentro de uma espécie, além de não identificar um mecanismo que pudesse transmitir características de uma geração para a outra de maneira fiel. Sua hipótese da pangênese, enquanto acreditava parcialmente na herança de caracteres adquiridos, se mostrava útil nos modelos estatísticos de evolução que foram desenvolvidos por seu meio-primo Francis Galton e sua escola "biométrica" de pensamento evolutivo. No entanto, essa ideia se mostrou pouco útil para outros biólogos..

### Aplicações ao ser humano

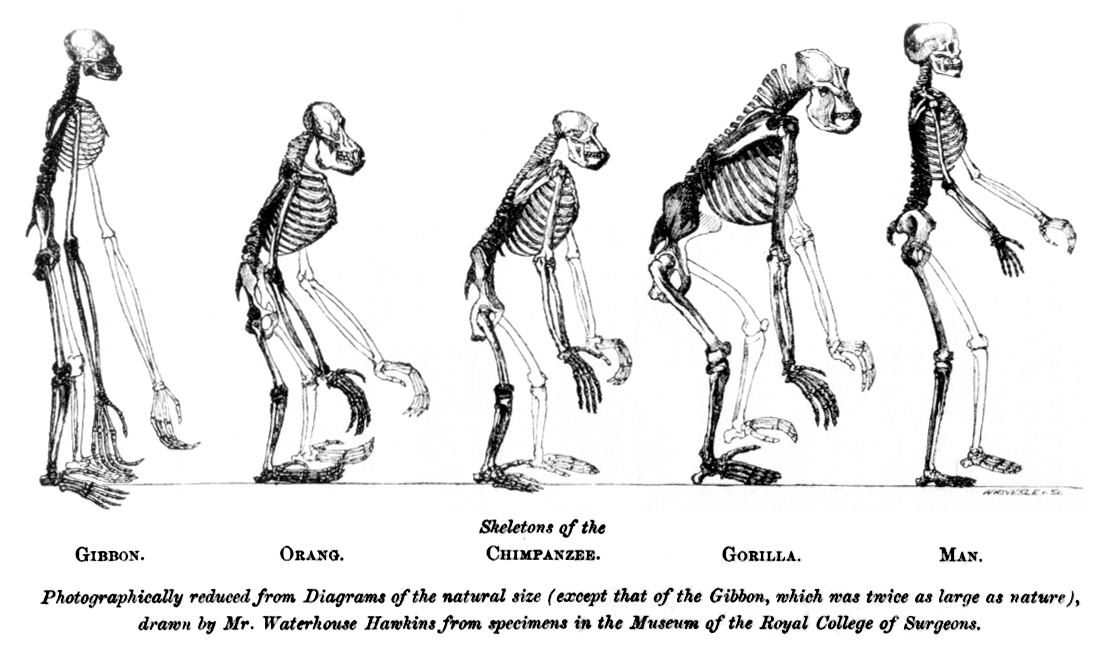
Essa ilustração era a contracapa do livro de Thomas Henry Huxley, de 1863, Evidence as to Man's Place in Nature (Evidências quanto à posição do homem na natureza)

Charles Darwin tinha consciência quanto à reação severa de algumas partes da comunidade científica contra a sugestão apresentada em Vestígios da história natural da criação de que humanos teriam surgido dos animais por um processo de transmutação. Por isso, ele ignorou o assunto da evolução humana quase completamente em A origem das espécies. Apesar dessa precaução, essa questão figurou proeminentemente no debate que se seguiu à publicação do livro. Durante quase toda a primeira metade do século XIX, a comunidade científica acreditou que, apesar da geologia haver demonstrado que a Terra e a vida eram muito antigos, os seres humanos haviam aparecido repentinamente apenas há poucos milhares de anos. No entanto, uma série de descobertas arqueológicas nas décadas de 1840 e 1850 evidenciaram ferramentas de pedra associadas aos restos de animais extintos. No início da década de 1860, como resumido por Charles Lyell em seu livro de 1863 Geological Evidences of the Antiquity of Man (Evidências geológicas da antiguidade do homem), se tornou amplamente aceite que os seres humanos existiam durante o período pré-histórico – que se estendia muitos milhares de anos antes do início da história escrita. Essa visão da história humana era mais compatível com uma origem evolutiva para a humanidade do que a visão mais antiga. Por outro lado, naquele tempo não havia evidência fóssil para demonstrar a evolução humana. Os únicos fósseis humanos encontrados antes da descoberta do homem de Java na década de 1890 eram humanos anatomicamente modernos ou de Neandertais, que eram muito semelhantes ao homem moderno, principalmente com relação à característica fundamental do volume craniano, para serem intermediários convincentes entre o ser humano e outros primatas.
Assim, o debate que se seguiu imediatamente à publicação de A origem das espécies se centrou nas semelhanças e diferenças entre os seres humanos e grandes primatas. Lineu foi criticado no século XVIII ao agrupar os seres humanos junto aos primatas em seu revolucionário sistema de classificação. Richard Owen defendia vigorosamente a classificação proposta por Cuvier e Johann Friedrich Blumenbach que colocava os humanos numa ordem separada de todos os outros mamíferos, o que era considerado uma visão ortodoxa já no início do século XIX. Por outro lado, Thomas Henry Huxley tentou demonstrar uma grande semelhança anatômica entre humanos e primatas. Em um incidente famoso, Huxley demonstrou que Owen estava errado ao afirmar que os cérebros de gorilas não possuem uma estrutura presente em cérebros humanos. Huxley resumiu seus argumentos em um livro muito influente de 1863 Evidence as to Man's Place in Nature (Evidências quanto à posição do homem na natureza). Um outro ponto de vista era defendido por Charles Lyell e Alfred Russel Wallace. Eles concordavam que os seres humanos compartilhavam um ancestral comum com os primatas, mas questionavam que um mecanismo puramente materialista pudesse responder por todas as diferenças entre humanos e primatas, especialmente os aspectos relacionados à mente humana.
Em 1871, Darwin publicou A Descendência do Homem e Seleção em Relação ao Sexo, que continha sua visão com relação à evolução humana. Darwin afirmava que as diferenças entre a mente humana e as de animais superiores era de grau e não de qualidade. Por exemplo, ele via a moralidade como um desenvolvimento de instintos que eram benéficos a animais que vivem em grupos. Ele defendia que todas as diferenças entre humanos e primatas podiam ser explicadas por uma combinação de pressões seletivas oriundas do fato de nossos ancestrais terem mudado das árvores para planícies, e seleção sexual. O debate sobre as origens do ser humano e sobre o grau de unicidade da nossa espécie continuou durante o século XX.

### Alternativas à seleção natural

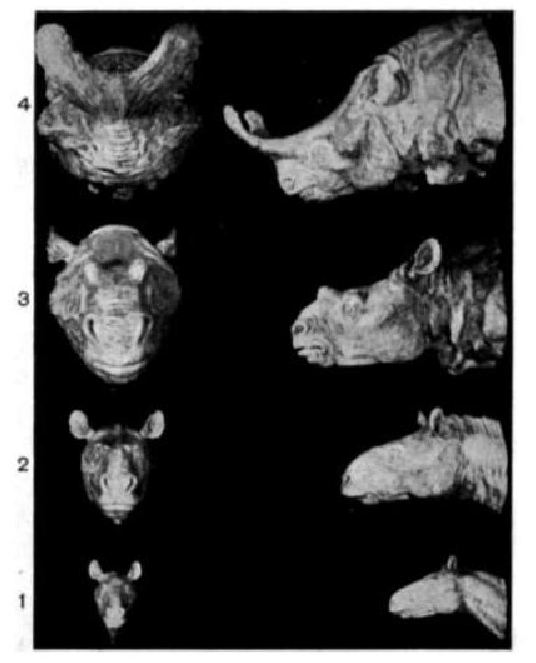
Essa fotografia, do livro de 1918 de Fairfield Osborn Origin and Evolution of Life (Origem e evolução da vida) mostra modelos da evolução dos chifres do Titanotério ao longo do tempo, que Osborn afirmava ser um exemplo de tendência ortogênica na evolução

A evolução se tornou amplamente aceita na comunidade científica alguns anos após a publicação de A origem das espécies, mas a aceitação da seleção natural como seu mecanismo direcionador era muito menos aceita. As quatro principais alternativas à seleção natural no fim do século XIX eram a evolução teísta, o neolamarquismo, a ortogênese e o saltacionismo. A evolução teísta (um termo promovido pelo maior defensor americano de Darwin, Asa Gray) era a ideia de que Deus intervinha no processo de evolução para guiá-la de tal forma que o mundo vivo pudesse continuar sendo projetado. No entanto, essa ideia foi perdendo força entre cientistas, à medida que eles se tendiam mais para a ideia do naturalismo metodológico e passaram a acreditar que apelos ao envolvimento de forças sobrenaturais era pouco produtivo cientificamente. Em 1900, a evolução teísta já havia desaparecido das discussões científicas, mas manteve forte simpatia popular.
No fim do século XIX, o termo neolamarquismo era associado à posição de naturalistas que viam a herança de caracteres adquiridos como o mecanismo evolutivo mais importante. Defensores dessa posição incluíam o escritor britânico, crítico de Darwin, Samuel Butler, o biólogo alemão Ernst Haeckel, e o paleontólogo norte-americano Edward Drinker Cope. Eles consideravam o Lamarquismo filosoficamente superior à ideia de Darwin de que a seleção atuava sobre variação aleatória. Cope procurou, e acreditou encontrar, padrões de progressão linear no registro fóssil. A herança de caracteres adquiridos era parte da teoria da recapitulação de Haeckel, que afirmava que o desenvolvimento embriológico de um organismo repete sua história evolutiva. Críticos do neolamarquismo, como o biólogo alemão August Weismann e Alfred Russel Wallace, apontavam que ninguém havia produzido evidências sólidas de que havia herança de caracteres adquiridos. Apesar dessas críticas, o neolamarquismo se manteve a alternativa mais popular à seleção natural no fim do século XIX, e se manteria a posição de alguns naturalistas até o século XX.
Ortogênese era a hipótese de que a vida apresenta uma tendência inata à mudança, de uma forma unilinear em direção a uma perfeição sempre maior. Ela teve aceitação significativa no século XIX, e seus proponentes incluíam o biólogo russo Leo Berg e o paleontólogo norte-americano Henry Fairfield Osborn. A Ortogênese era popular entre alguns paleontólogos que acreditavam que o registro fóssil apresentava uma mudança gradual e constante numa única direção. O saltacionismo era a ideia de que uma nova espécie surgia como resultado de grandes mutações. Ele era visto como uma alternativa muito mais rápida à ideia de um processo gradual de pequenas variações aleatórias sendo afetadas por seleção natural, e era popular entre os primeiros geneticistas, como Hugo de Vries, William Bateson e, no início de sua carreira, T. H. Morgan. Essa ideia se tornou a base da teoria mutacionista da evolução.

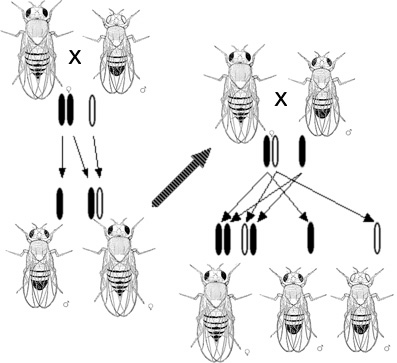
Diagrama do livro de 1919 de T.H. Morgan, The physical basis of heredity (A base física da hereditariedade), mostrando a herança ligada ao sexo da mutação para olhos brancos em Drosophila melanogaster

### Genética mendeliana, biometria e mutação
A tão conhecida redescoberta das leis da herança de Gregor Mendel em 1900 iniciou um debate caloroso entre dois campos de biólogos. Em um campo estavam os mendelistas, que focavam nas variações discretas e nas leis de herança. Eles eram liderados por William Bateson (que cunhou o termo genética) e Hugo de Vries (que cunhou a palavra mutação). Seus oponentes eram os biometristas, que estavam interessados na variação contínua de características dentro das populações. Seus líderes, Karl Pearson e Walter Frank Raphael Weldon, seguiram a tradição de Francis Galton, que havia focado seus estudos na medida e análise estatística da variação nas populações. Os biometristas rejeitavam a genética mendeliana porque acreditavam que unidades discretas de herança, como os genes, não podiam explicar a amplitude de variação contínua observada em populações reais. O trabalho de Weldon com caranguejos e caramujos forneceu evidências de que pressões seletivas do ambiente podiam mudar a variação observada em populações reais, mas os mendelistas mantinham a posição de que as variações medidas por biometristas eram muito pequenas para responder pela evolução de novas espécies.
Quando T. H. Morgan começou seus experimentos com cruzamentos de moscas-das-frutas, Drosophila melanogaster, ele era um saltacionista que esperava demonstrar que uma nova espécie podia ser criada no laboratório apenas a partir de mutações. Ao contrário, o trabalho em seu laboratório entre 1910 e 1915 reconfirmou a genética mendeliana e forneceu evidências experimentais sólidas ligando essa herança à segregação cromossômica. Seu trabalho também demonstrou que a maioria das mutações tem efeitos relativamente pequenos, como mudança na cor dos olhos, e que ao invés de criar uma nova espécie em um único passo, as mutações serviam para aumentar a variação nas populações.

## Décadas de 1920 a 1940

### Genética de populações
|                                                         |  |                                                              |
| Forma típica da mariposa Biston betularia, de cor clara |  | Forma carbonaria da mariposa Biston betularia, de cor escura |

Os modelos mendeliano e biometrista acabaram se reconciliando com o desenvolvimento da genética de populações. Um passo decisivo foi o trabalho do biólogo e estatístico britânico R.A. Fisher. Numa série de trabalhos iniciados em 1918 e culminando com seu livro de 1930 The Genetical Theory of Natural Selection (A teoria genética da seleção natural), Fisher mostrou que a variação contínua medida pelos biometristas podia ser produzida pela ação combinada de muitos genes discretos, e que a seleção natural podia modificar as frequências alélicas numa população, resultando em evolução.
Numa série de trabalhos iniciada em 1924, outro geneticista britânico, J.B.S. Haldane, aplicou análise estatística a exemplos reais de seleção natural, como a evolução do melanismo industrial na mariposa Biston betularia, e mostrou que a evolução se dava a taxas ainda mais altas do que Fisher havia assumido.
O biólogo americano Sewall Wright tinha formação em experimentos de melhoramento animal, focado em combinações entre genes que interagem e os efeitos do endocruzamento em populações pequenas, relativamente isoladas, que exibiam deriva genética. Em 1932, Wright introduziu o conceito de paisagem adaptativa e argumentou que a deriva genética e a endogamia poderiam tirar uma sub-população pequena e isolada de um pico adaptativo, permitindo à seleção natural levá-la a outros picos adaptativos. O trabalho de Fisher, Haldane e Wright fundou a disciplina da genética de populações. Essa visão integrada da seleção natural com a genética mendeliana foi o primeiro e principal passo no desenvolvimento de uma teoria unificada de como a evolução funcionava.

### Síntese evolutiva moderna
Nas primeiras décadas do século XX, a maioria dos naturalistas de campo ainda acreditava que os mecanismos ortogênicos de evolução forneciam as melhores explicações para a complexidade que observavam no mundo vivo. No entanto, à medida que o campo da genética se desenvolvia, essas visões se tornavam mais difíceis de manter. Theodosius Dobzhansky, um estudante de pós-doutorado no laboratório de T. H. Morgan, havia sido influenciado pelos trabalhos em diversidade genética realizados por geneticistas russos, como Sergei Chetverikov. Ele ajudou a unir essa divisão entre os fundamentos da microevolução desenvolvidos pelos geneticistas de populações e os padrões de macroevolução observados por biólogos de campo por meio de seu livro de 1937 Genetics and the Origin of Species (Genética e a origem das espécies). Dobzhansky examinou a diversidade genética de populações selvagens e mostrou que, ao contrário das suposições dos geneticistas, essas populações tinham grande quantidade de diversidade genética, com diferenças marcadas entre subpopulações. Seu livro também trazia os trabalhos excessivamente matemáticos dos geneticistas de populações numa forma mais acessível. Na Grã-Bretanha, E.B. Ford, o pioneiro da genética ecológica, continuou a demonstrar, ao longo das décadas de 1930 e 1940, o poder da seleção natural devida a fatores ecológicos, incluindo a possibilidade de manutenção da diversidade genética por meio de polimorfismos, como os tipos sanguíneos humanos. O trabalho de Ford contribuiu para uma ênfase à seleção natural sobre a deriva genética durante a síntese moderna.
Ernst Mayr foi influenciado pelo trabalho do biólogo alemão Bernhard Rensch sobre como fatores ambientais locais influenciavam a distribuição geográfica de subespécies e espécies muito próximas. Mayr seguiu o trabalho de Dobzhansky com seu livro de 1942, Sistemática e a origem das espécies, que enfatizava a importância da especiação alopátrica na formação de novas espécies. Essa forma de especiação ocorre quando o isolamento geográfico de uma subpopulação é seguido pelo desenvolvimento de mecanismos de isolamento reprodutivo. Mayr também formulou o conceito biológico de espécie, definindo espécie como um conjunto de populações intercruzantes ou potencialmente intercruzantes que estava isolado reprodutivamente de todas as outras populações.
Em 1944, no livro Tempo and mode in evolution (Tempo e modo em evolução), George Gaylord Simpson demonstrou que o registro fóssil era consistente com o padrão irregular e não direcional predito pela síntese evolutiva que estava se desenvolvendo. Ele mostrou que as tendências lineares que paleontólogos anteriores afirmavam suportar a ortogênese e o neolamarquismo não suportaram um exame mais cuidadoso. Em 1950, G. Ledyard Stebbins publicou Variation and Evolution in Plants (Variação e evolução em plantas), que ajudou a integrar a botânica à síntese. O consenso que emergia num conjunto de disciplinas sobre o funcionamento da evolução seria conhecido como a síntese evolutiva moderna. Ele recebeu seu nome a partir do livro Evolution: the modern synthesis (Evolução: a síntese moderna) de Julian Huxley.
A síntese evolutiva forneceu um núcleo conceitual—particularmente a seleção natural e a genética de populações mendeliana—que uniu muitas, mas não todas, as disciplinas biológicas. Isso ajudou a consolidar a legitimidade da biologia evolutiva, uma ciência eminentemente histórica, num ambiente científico que privilegiava métodos experimentais sobre os históricos. A síntese também resultou num estreitamento do campo de pensamento evolutivo hegemônico (que Stephen Jay Gould denominou "endurecimento da síntese"): na década de 1950, a ação da seleção natural sobre a variação genética era virtualmente o único mecanismo de mudança evolutiva aceitável (panselecionismo), e a macroevolução era simplesmente considerada o resultado de muita microevolução.

## Décadas de 1940 a 1960: Biologia molecular e evolução
As décadas centrais do século XX testemunharam o surgimento da biologia molecular. Daí resultou a compreensão de que a natureza química dos genes consiste em sequências de DNA e a sua relação, através do código genético, com as sequências das proteínas. Ao mesmo tempo, técnicas cada vez mais avançadas para análise de proteínas, como eletroforese e sequenciamento de proteínas, trouxeram fenômenos bioquímicos ao escopo da síntese evolutiva. No início da década de 1960, os bioquímicos Linus Pauling e Emile Zuckerkandl propuseram a hipótese do relógio molecular, pela qual, diferenças nas sequências entre proteínas homólogas poderiam ser utilizadas para calcular o tempo de divergência de duas espécies. Em 1968, Motoo Kimura e outros colaboradores forneceram uma base teórica para o relógio molecular, argumentando que—pelo menos no nível molecular—a maior parte das mutações não são benéficas nem maléficas, e a deriva genética, ao invés da seleção natural, é a responsável por grande parte das mudanças genéticas: a teoria neutra da evolução molecular. Estudos sobre a variação em proteínas dentro de espécies também foram uma contribuição de dados moleculares para a genética de populações, fornecendo estimativas da heterozigozidade em populações naturais.
Desde o início da década de 1960, a biologia molecular foi vista crescentemente como uma ameaça ao núcleo tradicional da biologia evolutiva. Evolucionistas renomados—particularmente Ernst Mayr, Theodosius Dobzhansky e G.G. Simpson, três dos arquitetos da síntese moderna—foram extremamente céticos quanto às abordagens moleculares, especialmente quanto à sua conexão (ou ausência desta) com a seleção natural. A hipótese do relógio molecular e a teoria neutra eram particularmente controversas, gerando o debate entre neutralismo e selecionismo, sobre as importâncias relativas da seleção e da deriva na manutenção da variabilidade genética, que continuou até a década de 1980.

## Fim doséculo XX

### Visão centrada no gene
Em meados da década de 1960, George C. Williams criticou fortemente explicações de adaptações formuladas em termos de "sobrevivência da espécie" (argumentos de seleção de grupo). Tais explicações foram amplamente substituídas por uma visão da evolução centrada nos genes, simbolizadas pela seleção de parentesco de W. D. Hamilton, George R. Price e John Maynard Smith. Esse ponto de vista seria resumido e popularizado em um influente livro de 1976, O gene egoísta, de Richard Dawkins. Modelos dessa época mostravam que a seleção de grupo era muito limitada em sua força. No entanto, esses modelos se mostraram muito limitados e modelos mais recentes admitem a possibilidade de seleção em vários níveis, fornecendo uma visão mais complexa e abrangente do processo evolutivo.
Em 1973, Leigh Van Valen propôs o termo "Rainha de Copas", a partir do livro Alice através do espelho de Lewis Carroll, para descrever um cenário em que uma espécie envolvida em uma ou mais corridas armamentistas evolutivas teriam que mudar constantemente apenas para se manter no mesmo patamar que uma espécie com a qual estivesse coevoluindo. Hamilton, Williams e outros autores sugeriram que essa ideia poderia explicar a evolução da reprodução sexuada: o aumento na diversidade genética causado pela reprodução sexuada ajudaria a manter a resistência contra parasitas de evolução rápida, tornando a reprodução sexuada comum, apesar do alto custo do ponto de vista do gene em um sistema em que apenas metade do genoma de um organismo é passado adiante na produção da prole. A visão genecêntrica também levou a um aumento no interesse pela antiga ideia de Darwin da seleção sexual, e mais recentemente em tópicos como conflito sexual e conflito intragenômico.

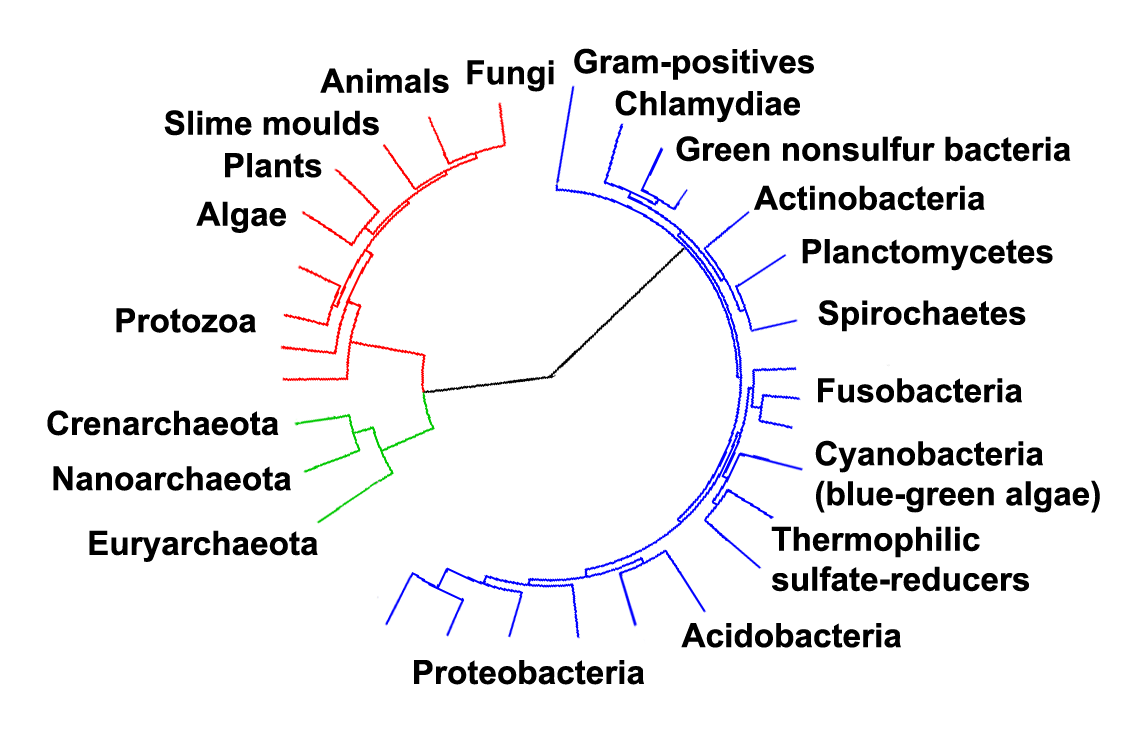
Uma árvore filogenética mostrando o sistema dos três domínios. Eukaria estão em vermelho, Archaea em verde, e Bacteria em azul

### Caminhos e processos evolutivos
Um dos debates mais proeminentes que emergiu na década de 1970 foi sobre a teoria do equilíbrio pontuado. Niles Eldredge e Stephen Jay Gould propuseram que havia um padrão no registro fóssil em que espécies se mantinham praticamente sem alteração por longos períodos (denominado estase pelos autores), pontuada por períodos de mudança rápida durante momentos de especiação. Segundo essa teoria, o registro fóssil seria um retrato fiel do que é previsto, não um vestígio pobre em que a maioria dos intermediários graduais foram perdidos. Esses intermediários teriam vivido num período tão estreito que não seriam esperados mesmo.
Em outro campo de estudo, o aprimoramento dos métodos de sequenciamento de DNA resultaram num grande aumento de genomas sequenciados, permitindo o teste e refinamento de teorias evolutivas utilizando essa enorme quantidade de dados. Comparações entre esses genomas fornecem evidências sobre os mecanismos moleculares da especiação e da adaptação. Essas análises produziram mudanças fundamentais na compreensão da história evolutiva da vida, como a criação do sistema dos três domínios por Carl Woese. Avanços na capacidade de processamento por computadores permitiu o teste e extrapolação de modelos e o desenvolvimento do campo de uma biologia sistêmica Um dos resultados foi uma troca de ideias entre teorias de evolução biológica e o campo da ciência da computação conhecido como computação evolutiva, que procura imitar a evolução biológica com o objetivo de desenvolver novos algoritmos de programação. Descobertas na biotecnologia agora permitem a modificação de genomas, possivelmente levando estudos evolutivos a um nível em que futuros experimentos podem envolver a criação de organismos totalmente sintéticos.

### Microbiologia e transferência horizontal de genes
A Microbiologia foi praticamente ignorada nas primeiras teorias evolutivas. Isso ocorreu devido à escassez de caracteres morfológicos e à falta de um conceito de espécie em microbiologia, particularmente entre procariotos. Recentemente, pesquisadores em evolução estão utilizando os maiores conhecimentos sobre fisiologia e ecologia microbiana, produzidos pela genômica comparativa, para explorar a taxonomia e evolução desses organismos. Esses estudos estão revelando níveis de diversidade surpreendentes entre micróbios, demonstrando que esses organismos são a forma de vida predominante no planeta.
Um resultado particularmente importante dos estudos sobre evolução microbiana foi a descoberta da transferência horizontal de genes em 1959. A transferência de material genético entre diferentes espécies de bactéria exerceu um papel muito importante na propagação da resistência a antibióticos. Mais recentemente, com a expansão do conhecimento de genomas, foi sugerido que a transferência horizontal desempenhou um papel importante na evolução de todos os organismos. Na verdade, como parte da teoria endossimbiótica para a origem das organelas, a transferência horizontal de genes foi um passo essencial na evolução dos eucariotos como fungos, plantas e animais.

### Biologia evolutiva do desenvolvimento
Nas décadas de 1980 e 1990 as premissas da síntese evolutiva moderna foram crescentemente investigados. Houve uma renovação de temas estruturalistas em biologia evolutiva, no trabalho de biólogos como Brian Goodwin e Stuart Kauffman, que incorporaram temas da cibernética e da teoria de sistemas, e enfatizaram os processos auto-organizados do desenvolvimento como fatores que direcionam o curso da evolução. O biólogo evolutivo Stephen Jay Gould reviveu ideias anteriores sobre heterocronia, as alterações nas taxas relativas de processos do desenvolvimento ao longo da evolução, para responder pela geração de novas formas e, com o biólogo evolutivo Richard Lewontin, escreveu um trabalho influente em 1979 sugerindo que uma mudança numa estrutura biológica, ou mesmo uma novidade estrutural, poderia surgir acidentalmente como resultado de seleção sobre outra estrutura, ao invés de surgir por seleção natural direta para aquela característica particular. Mais tarde, Gould e Vrba discutiram a aquisição de novas funções e estruturas dessa maneira, chamando-as de "exaptações".
Dados moleculares sobre os mecanismos subjacentes à biologia do desenvolvimento se acumularam rapidamente nas décadas de 1980 e 1990. Ficou claro que a diversidade morfológica nos animais não era o resultado de diferentes conjuntos de proteínas responsáveis pela regulação do desenvolvimento nos diferentes animais, mas de mudanças na organização de um pequeno conjunto de proteínas que era comum a todos os animais. Essas proteínas se tornaram conhecidas como as "ferramentas básicas do desenvolvimento". Essas perspectivas influenciaram as disciplinas de filogenia, paleontologia e biologia comparada do desenvolvimento, além de gerar uma nova disciplina, conhecida como "evo-devo", em referência a evolução e desenvolvimento (evolution e development em inglês).
Trabalhos mais recentes nesse campo têm enfatizado a plasticidade fenotípica e o desenvolvimento. Foi sugerido, por exemplo, que a rápida emergência dos planos de corpo básicos na explosão do Cambriano foi em parte resultado de mudanças no ambiente atuando em propriedades materiais dos agregados celulares, como adesão celular diferencial e oscilação bioquímica. As formas resultantes teriam então sido estabilizadas por seleção natural.